# Bloco da Preta (álbum)
Bloco da Preta é o segundo álbum ao vivo e segundo em vídeo da artista musical brasileira Preta Gil, lançado em 21 de janeiro de 2014 por sua própria gravadora independente, a DGE Entertainment. Aproveitando a celebração dos seus 10 anos de carreira, a cantora gravou, em 23 de outubro de 2013, no Citibank Hall, no Rio de Janeiro, o seu segundo projeto ao vivo, tendo como base o repertório do show Bloco da Preta.

## Histórico
Depois de rodar o Brasil inteiro conquistando o público com a turnê Noite Preta, a cantora Preta Gil teve a ideia, em 2009, de criar o Bloco da Preta, durante um show na boate carioca The Week. O que inicialmente era um projeto paralelo, cresceu e adquiriu vida própria: "O show saiu dos palcos e ganhou as ruas durante o Carnaval, transformando-se em um bloco que, em cinco anos de existência, já arrastou cerca de 3 milhões de foliões às ruas do Rio de Janeiro". Fora do período carnavalesco, ele dura o ano todo, realizando cerca de 100 shows por ano em todas as regiões do Brasil. Dividido em seis blocos de estilos musicais diferentes, dedicados ao pop, axé, sertanejo, funk, pagode e samba, o show tem um convidado especial em cada bloco, nomes de prestígio da música nacional que fizeram da festa um evento muito especial: Lulu Santos, Ivete Sangalo, Israel Novaes, Anitta, Thiaguinho e Monobloco.
A gravação do DVD aconteceu no dia 23 de outubro de 2013 no Citibank Hall Rio e reuniu milhares de fãs e amigos da artista além de artistas que tradicionalmente acompanham o bloco e a carreira dela. Com um repertório animado, composto por músicas próprias e sucessos de outras bandas – uma salada musical ideal para a alegria e irreverência de Preta Gil, o DVD traz sucessos como "Stereo", "Sinais  de Fogo", "Meu Corpo Quer Você", "Milla", "O Canto da Cidade", "Pro Dia Nascer Feliz", "Vou Festejar" e "País Tropical", entre muitos outros, além de algumas canções inéditas.

## Lista de Faixas
1. "Abertura"
2. Sou Como Sou
3. Stereo
4. Relax
5. Sinais  de Fogo
6. Meu Corpo Quer Você
7. Que Isso Neguinho?
8. Condição (Part. Lulu Santos)
9. O Canto Da Cidade
10. Medley: Nossa Gente (Avisa Lá)/ Latinha
11. Milla
12. Amiga Irmã (Part. Ivete Sangalo)
13. Le Le Le
14. Esculacho (Part. Israel Novaes)
15. Medley: Batalha do Passinho/ Passinho do Menor da Favela
16. Medley: Ela é Top/ Super Poder/ Aquecimento das Maravilhas
17. Take It Easy (Part. Anitta)
18. Pot-Pourri Pagode: Coração Radiante / Derê / Pimpolho
19. Pega ou Desapega (Part. Thiaguinho)
20. Chama a Preta (Part. Monobloco)
21. País Tropical
22. Vou Festejar
23. Medley: É Hoje/ Pro Dia Nascer Feliz
24. "Ecerramento"